# ジェームス・トンプソン (格闘家)
ジェームス・トンプソン（James Thompson、1978年12月16日 - ）は、イギリスの男性総合格闘家。イングランド・ロッチデール出身。ロンドン・シュートファイターズ所属。
ヘラクレスを彷彿とさせる筋骨隆々とした肉体を持ち、その試合は勝ち負けにかかわらずKO決着となることが多い。PRIDEでのニックネームは「HYPERウルトラMEGAパンク」。
サッカーの母国イングランド出身ということもあってか、戦極でのキャッチコピーは「マッスル・フーリガン」。
ゴングが鳴ると同時にダッシュをし、敵にラッシュを仕掛けるゴング＆ダッシュ戦法を得意としている。近年は、相手の様子をうかがいながらのファイトも見られるようになってきている（吉田秀彦戦、キンボ・スライス戦など）。

## 来歴
ラグビーとウェイトリフティングで体を鍛え、かつては借金取りなどの仕事で生計を立てていた。
2004年10月31日、PRIDE初参戦となったPRIDE.28ではエメリヤーエンコ・アレキサンダーと対戦。ゴングが鳴ったと同時に突っ込んだまではいいがカウンターのフックを食らい転倒、そのまま上から殴られて12秒でKO負けをしてしまう。しかし、ゴングまでの間相手を睨み付け、極限の興奮状態に陥っていたためかプルプル震える様子が話題となった。
その後はPRIDE 武士道 -其の八-にて戦闘竜、PRIDE.30にてアレクサンドル・ルングと対戦。共に1RKO勝ち。
2005年11月23日、プロレス興行のU-STYLE Axisに参戦。ヒカルド・モラエスと対戦し、膝蹴りでTKO勝ち。
2005年12月31日、PRIDE 男祭り 2005でジャイアント・シルバと対戦し、1RTKO勝ち。
2006年5月5日、PRIDE 無差別級グランプリ 2006 開幕戦の1回戦で藤田和之と対戦し、右フックでKO負け。
2006年12月31日、PRIDE 男祭り 2006で吉田秀彦と対戦し、マウントパンチでタオル投入によるTKO勝ち。
2007年2月10日、Cage Rageでバタービーンと対戦し、43秒でKO負けを喫した。
2007年4月8日、PRIDE.34で総合格闘技を始めるきっかけとなった憧れの選手であるドン・フライと対戦。試合前の睨み合いから、真っ向勝負の殴り合いを展開してTKO勝ちを収めた。
2007年8月、チーム・トロージャンを離脱し、エクストリーム・クートゥアに移籍した。
2008年2月16日、EliteXCでブレット・ロジャースと対戦し、パンチラッシュでKO負け。5月31日、EliteXC: Primetimeでキンボ・スライスと対戦し、3ラウンドにパンチラッシュでTKO負け。
2009年3月20日、戦極初参戦となった戦極 〜第七陣〜でBIG・ジム・ヨークにKO負け。
2009年10月25日、DREAM初のケージ開催となったDREAM.12でDREAMに初参戦。メインイベントでアリスター・オーフレイムと対戦し、開始33秒フロントチョークで一本負け。参戦が発表されたのが開催2日前の10月23日という緊急参戦となった。
2010年9月25日、DREAM.16で川口雄介と対戦し、1-2の判定負けを喫した。元々はミノワマンの対戦相手として調整されていたが、石井慧の緊急参戦により対戦相手が川口に変更となり開催前日に参戦が発表された。

### Bellator
2014年6月6日、Bellator初参戦となったBellator 121でエリック・プリンドルと対戦し、パウンドでTKO勝ちを収めた。

### RIZIN
2015年12月29日、RIZIN FIGHTING WORLD GRAND-PRIX 2015 さいたま3DAYSの第一試合にて高阪剛と対戦が決定するも直前の怪我で2日ほどしか練習ができず、2Rにパンチの連打を浴びてTKO負け。さらに、前日の計量で契約体重が120kgであったにもかかわらず132kgと12kgオーバーとなっていた。RIZIN初参戦は黒星スタートとなった。

## 戦績
| 総合格闘技 戦績 | 総合格闘技 戦績 | 総合格闘技 戦績 | 総合格闘技 戦績 | 総合格闘技 戦績 | 総合格闘技 戦績 | 総合格闘技 戦績 |
| --------------- | --------------- | --------------- | --------------- | --------------- | --------------- | --------------- |
| 37 試合         | (T)KO           | 一本            | 判定            | その他          | 引き分け        | 無効試合        |
| 20 勝           | 11              | 7               | 2               | 0               | 0               | 1               |
| 16 敗           | 13              | 2               | 1               | 0               | 0               | 1               |

| 勝敗 | 対戦相手                         | 試合結果                            | 大会名                                                               | 開催年月日     |
| ×    | 高阪剛                           | 2R 1:58 TKO（スタンドパンチ連打）   | RIZIN FIGHTING WORLD GRAND-PRIX 2015 さいたま3DAYS                   | 2015年12月29日 |
| ×    | ボビー・ラシュリー               | 1R 0:54 TKO（パウンド）             | Bellator 145: With a Vengeance                                       | 2015年11月6日  |
| ○    | エリック・プリンドル             | 1R 1:55 TKO（パウンド）             | Bellator 121                                                         | 2014年6月6日   |
| ○    | コリン・ロビンソン               | 2R 2:47 肩固め                      | Underdog Xtreme Championships 2                                      | 2014年3月1日   |
| ○    | ボビー・ラシュリー               | 5分3R終了 判定3-0                   | Super Fight League 3                                                 | 2012年5月6日   |
| ○    | ボブ・サップ                     | 1R 1:52 ギブアップ（足の負傷）      | Super Fight League 1                                                 | 2012年3月11日  |
| －   | マリウス・プッツナウスキー       | ノーコンテスト（採点ミス）          | KSW 17: Revenge                                                      | 2011年11月26日 |
| ○    | マリウス・プッツナウスキー       | 2R 1:06 肩固め                      | KSW 16: Konfrontacja                                                 | 2011年5月21日  |
| ×    | 川口雄介                         | 2R（10分/5分）終了 判定1-2          | DREAM.16                                                             | 2010年9月25日  |
| ×    | ミオドラグ・ペトコビッチ         | 1R 1:01 KO（パンチ）                | Milenium Fight Challenge 4                                           | 2010年6月4日   |
| ×    | ロブ・ブロートン                 | 2R 2:28 KO（パンチ）                | ZT Fight Night: Heavyweights Collide 【ヘビー級トーナメント 準決勝】 | 2010年1月30日  |
| ○    | テンギズ・テドラゼ               | 2R 2:55 TKO（パンチ連打）           | ZT Fight Night: Heavyweights Collide 【ヘビー級トーナメント 1回戦】  | 2010年1月30日  |
| ×    | アリスター・オーフレイム         | 1R 0:33 フロントチョーク            | DREAM.12                                                             | 2009年10月25日 |
| ×    | BIG・ジム・ヨーク                | 1R 4:33 KO（左ストレート）          | 戦極 〜第七陣〜                                                      | 2009年3月20日  |
| ×    | キンボ・スライス                 | 3R 0:38 TKO（スタンドパンチ連打）   | EliteXC: Primetime                                                   | 2008年5月31日  |
| ×    | ブレット・ロジャース             | 1R 2:24 KO（スタンドパンチ連打）    | EliteXC: Street Certified                                            | 2008年2月16日  |
| ×    | ニール・グローブ                 | 1R 0:10 KO（右フック）              | Cage Rage 22: Hard as Hell                                           | 2007年7月14日  |
| ○    | ドン・フライ                     | 1R 6:13 TKO（スタンドパンチ連打）   | PRIDE.34                                                             | 2007年4月8日   |
| ×    | バタービーン                     | 1R 0:43 KO（右フック）              | Cage Rage 20: Born 2 Fight                                           | 2007年2月10日  |
| ○    | 吉田秀彦                         | 1R 7:50 TKO（タオル投入）           | PRIDE 男祭り 2006 -FUMETSU-                                          | 2006年12月31日 |
| ×    | ユノラフ・エイネモ               | 1R 4:18 腕ひしぎ十字固め            | 2H2H: Pride & Honor                                                  | 2006年11月12日 |
| ×    | ロブ・ブロートン                 | 3R TKO（パウンド）                  | Cage Rage 17: Ultimate Challenge 【Cage Rage英国ヘビー級王座決定戦】 | 2006年7月1日   |
| ×    | 藤田和之                         | 1R 8:25 KO（右フック）              | PRIDE 無差別級グランプリ 2006 開幕戦 【無差別級グランプリ 1回戦】    | 2006年5月5日   |
| ○    | ジャイアント・シルバ             | 1R 1:28 TKO（サッカーボールキック） | PRIDE 男祭り 2005 頂-ITADAKI-                                        | 2005年12月31日 |
| ○    | アレクサンドル・ルング           | 1R 2:13 TKO（スタンドパンチ連打）   | PRIDE.30 STARTING OVER                                               | 2005年10月23日 |
| ○    | アンディ・コステロ               | 1R 2:33 TKO（パンチ連打）           | Cage Rage 13: No Fear                                                | 2005年9月10日  |
| ○    | アウティミオ・アントニア         | 1R KO（パンチ連打）                 | Urban Destruction 2                                                  | 2005年7月30日  |
| ○    | 戦闘竜                           | 1R 1:21 KO（右アッパー）            | PRIDE 武士道 -其の八-                                                | 2005年7月17日  |
| ○    | ニコラス・シリキナス             | 1R 2:41 TKO（パンチ連打）           | Urban Destruction 1                                                  | 2005年4月10日  |
| ×    | エメリヤーエンコ・アレキサンダー | 1R 0:12 KO（左フック）              | PRIDE.28                                                             | 2004年10月31日 |
| ○    | ダン・スバーン                   | 5分5R終了 判定3-0                   | Ultimate Combat 11: Wrath of the Beast 【UC世界ヘビー級王座決定戦】  | 2004年9月12日  |
| ×    | テンギズ・テドラゼ               | 2R終了時 TKO（タオル投入）          | Ultimate Combat 10: Ultimate Combat X                                | 2004年6月20日  |
| ○    | アーロン・マーサ                 | 1R 0:20 ギブアップ（首の負傷）      | Ultimate Combat 9: Rebellion                                         | 2004年3月28日  |
| ○    | マーク・ゴダード                 | 1R 0:18 KO                          | Ultimate Combat 8: Retribution                                       | 2003年11月30日 |
| ○    | リッチー・クラニー               | 1R 1:34 肩固め                      | Ultimate Combat 7: World Domination                                  | 2003年9月6日   |
| ○    | マーク・ゴダード                 | 2R ギブアップ（打撃）               | Ultimate Combat 6: Battle in the Cage                                | 2003年6月14日  |
| ○    | ウィル・エルウォーシー           | 1R 4:22 前腕チョーク                | Ground & Pound 2                                                     | 2003年1月25日  |

## 獲得タイトル
- Ultimate Combat世界ヘビー級王座（2004年）